# Gillenia stipulacea
Gillenia es un género monotípico de plantas herbáceas perennes perteneciente a la familia Rosaceae. Su única especie Gillenia stipulacea es  endémica de las arboledas secas de suelo ácido del este de Norteamérica.

## Descripción

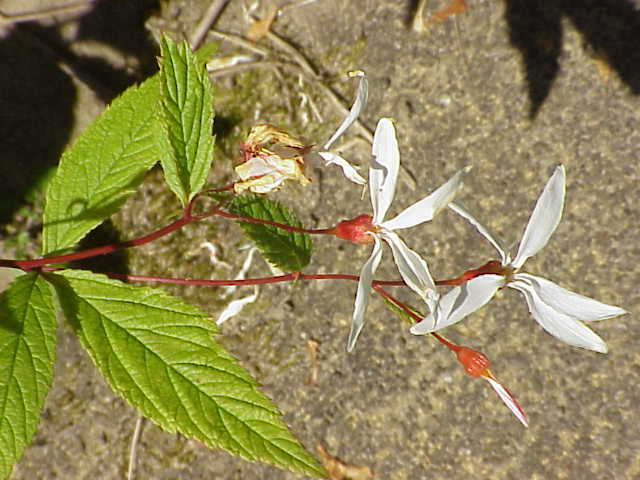
Flores de Gillenia trifoliata

Son subarbustos con hojas de márgenes dentados, las hojas bajas son palmeadas divididas en cinco lóbulos. Las flores tienen cinco pétalos de color blanco y maduran en pequeñas cápsulas.  Estas plantas son cultivadas como planta ornamental y para uso medicinal como remedio herbario.

## Taxonomía
El género fue descrito por Conrad Moench y publicado en The Genera of North American Plants 1: 307. 1818.
Gillenia stipulacea fue descrita por Trel. ex Branner & Coville y publicado en Vegetable materia medica of the United States 1: 71. 1817.
Sinonimia
- Gillenia stipulacea Nutt.[4]